# Wespe
Wespe SdKfz 124 ("vosa") (SdKfz 124 nebo Leichte Feldhaubitze 18/2 auf Fahrgestell Panzerkampfwagen II (Sf) bylo německé samohybné dělo užívané za druhé světové války. Stroj vznikl na podvozku tanku PzKpfw II, který byl překonán a zastaralý již na počátku války. Proto byly tyto tanky stahovány a přebudovávány na samohybná děla, jež měla instalovanou houfnici FH 18/2 ráže 105 mm. Nástavba byla svařovaná a shora otevřená, takže posádka se při nepříznívém počasí musela chránit impregnovanou plachtou. Stroje se vyráběly od roku 1942 do roku 1944, přičemž bylo vyrobeno 662 samohybných děl a 158 přepravníků munice.

## Bojové nasazení

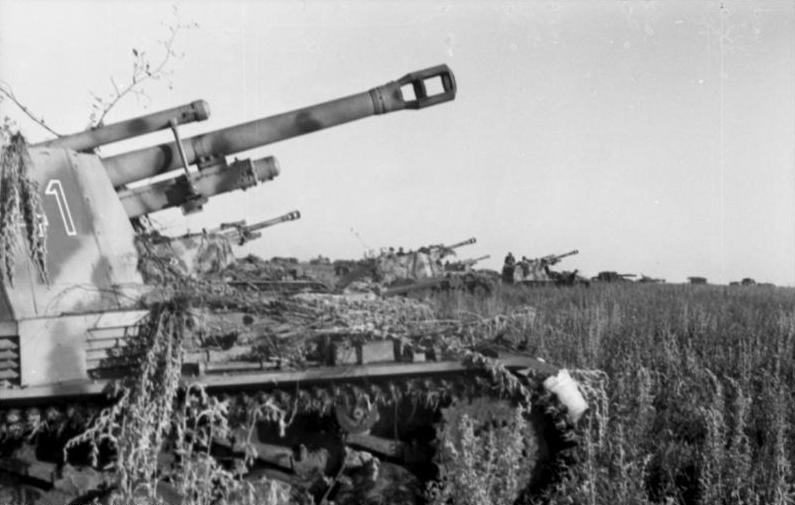
Baterie houfnic Wespe během bitvy u Kurska

Wespe byla používaná pro nepřímou palebnou podporu a nebyla určená pro přímý boj s nepřátelskou obrněnou technikou. Proto většina z 32 kusů 105 mm munice byla vysoceexplozivní. Pro případ střetu s obrněnou technikou ale nesly i pár protipancéřových granátů. Operovaly v bateriích po 6 kusech, ke kterým byly přiřazeny i dva nosiče munice Wespe. Ty nesly zásobu 90 kusů munice. Houfnice měla efektivní dostřel 8 400 metrů. Vysoceexplozivní granát o hmotnosti téměř 15 kg dokázala vystřelit rychlostí 540 m/s na maximální vzdálenost přibližně 10 500 m.
Wespe byla postupně zařazena do služby dělostřeleckých baterií tankových divizí a divizí pancéřových granátníků od jara 1943 a používaný až do konce války Wehrmachtem jako i divizemi Waffen SS. Prvním významným bojovým střetem, jehož se zúčastnily, byla bitva v Kurském oblouku, kde se dobře osvědčily.